# Cinematògraf Belio-Graff
El Cinematògraf Belio-Graff estava ubicat a la casa Francesc de Llança a la rambla del Centre o dels Caputxins, 36-38 (actualment, la Rambla, 31) de Barcelona. Posteriorment es va anomenar Príncipe Alfonso i Ramblas.

## Història i descripció

### Origen
L'origen es remunta a les barraques que s'instal·laven als erms que hi havia prop dels barris. Aquestes eren pintades i ornamentades amb colors vius. A les barraques s'hi podien trobar des d'una dona barbuda, un home forçut, contorsionistes i a un faquir, entre d'altres. Una d'aquestes barraques portava el nom de Museo de Figuras de Cera i era propietat dels germans Mariano i Manuel Belio Garcia. El primer era el que elaborava les figures de cera perquè tenia gràcia pel dibuix i l'escultura. Aquesta barraca va instal·lar-se definitivament a Barcelona el 1892 a la part baixa de la Rambla de Santa Mònica, en un racó que formava la placeta de la Porta de la Pau, amb motiu de les festes del Quart Centenari del Descobriment.

### Belio-Graff
Amb l'arribada del cinematògraf a Barcelona el 1896, els germans Belio van adaptar un espai del museu per a fer-hi representacions cinematogràfiques, que van batejar amb el nom de Cinematógrafo Belio-Graff. El 1897 obrí les portes a base de programacions formades per les primeres pel·lícules Lumière i altres més recents. Totes les sessions duraven entre vint i trenta minuts i tenien un preu de cinquanta cèntims de pesseta. El 15 de juny de 1898 hi hagué un gran incendi que va cremar tota la barraca, incloent un orgue de valor incalculable. davant aquest incident, els Belio es van veure obligats a arrendar una guingueta de fusta i tela que hi havia just al davant del local cremat, el Cinematògraf Colon. Un nou incendi el 1904 va fer que els propietaris el traslladessin a un local de la rambla dels Caputxins, 36-38, inaugurat el 6 d'abril del 1904. La sala tenia una pantalla enorme amb una decoració floral al seu voltant. Aquesta pantalla estava considerada única al món per la seva claredat i dimensions, i just a sota hi havia un piano vertical. L'espai de les butaques estava dividit entre l'entrada de preferència i la general. També hi havia un orgue elèctric de la marca Orkestion, únic a Espanya. Els Belio afirmaven que sol el kàiser d'Alemanya i el tsar de Rússia en tenien un d'igual.
L'any 1906 van introduir les sessions de cine sonor, una novetat a les programacions. Els Belio van ser els que van donar a conèixer aquesta nova modalitat al públic.

### Príncipe Alfonso
Se'n desconeix la data exacta, però el Belio-Graff tancà les portes el març del 1913. Mariano Belio va traspassar-lo a l'empresari Josep Cirera, que el rebatejar com a Príncipe Alfonso. Aquest nou cinema obrí les portes el 12 de gener de 1914. A diferència del seu antecessor, el local es dedicava bàsicament a la programació compartida amb onze cinemes més. El programa seleccionat per a inaugurar la sala va ser ¿Quién es el príncipe? de Nordisk i Pero mi amor no muere. El cinema estava adscrit a l'empresa del Catalunya, el Kursaal i el Walkyria. Van estrenar el març de 1916 els vint-i-dos capítols de La moneda rota.
Després d'una gran reforma, va reobrir el 3 de setembre del 1916. Per a la inauguració es va estrenar, simultàniament amb el Walkyria, Soborno i La razón social Castro y Ferián de Domènec Ceret.

### Cine Ramblas
L'última projecció va tenir lloc el dimecres 15 d'abril del 1931, un dia després de la proclamació de la Segona República, i l'endemà va canviar de nom per Cine Ramblas. Tenia una capacitat de 910 localitats i reobrí el 16 de febrer de 1939, després de la Guerra Civil, amb un programa format per Mares de la China, Bajo el cielo de Cuba i Un lío de familia. Durant el 1948 va estrenar nombroses pel·lícules, juntament amb altres cinemes.
Durant el temps que regentà la sala Matías Yañez Colsada, va fer una reforma que va reduir la capacitat a 490 localitats. Durant els últims anys va ser explotat per Nativitat i Salvador Espot, que també tenien el cinema Pelayo. Aquests van tancar la sala el 30 de juny de 1967.